# Kent & Tony
Kent & Tony fue un dúo de música tropical, merengue, reguetón y pop latino, cuyos integrantes son Kent (Kent Berry James Ramírez) y Tony (Tony Alfredo González Ávila).

## Biografía
Kent Berry James Ramírez, nació el 14 de julio de 1991 en San Cristóbal, Estado Táchira.  Desde muy chico se interesó por el mundo musical con el aprendizaje de varios instrumentos como el teclado, la guitarra, el bajo y la batería. En su ciudad natal perteneció a varios grupos de “rock” que lo iniciaron en el fascinante mundo del escenario, el público y los aplausos. Ya no se pudo despegarse de su pasión y pronto encontró el camino que lo llevaría a conseguir sus sueños. En el 2003 en Caracas, logró participar en el programa de concursos de talento “Generación S” producido por Ricardo Peña y “Sábado Sensacional” en Venevisión. Allí Kent participó como integrante del Grupo “Fin de Semana” y conoció a Jhony Núñez; que de inmediato lo invitó a pertenecer a la nueva generación de “Calle Ciega”.
Tony Alfredo González Avila, nació en Maracaibo, Venezuela el 6 de febrero de 1986. Desde muy pequeño Tony se interesó en la música y perteneció a la Orquesta Sinfónica y Juvenil de Venezuela, como percusionista, también participó en agrupaciones como:  Zulianas, Son Latino, Tecumv, Sampao, La Tropa Loca y Los del Swing, entre otros, pero confiesa que la más importante para él fue "El Clan", agrupación que formó antes de alistarse en las filas de "Los Cadillacs". También formó parte en el reality show de televisión “La prueba final” y fue protagonista de la serie juvenil de televisión “Te llegué a querer”.

## Carrera musical

### 2011-2012: Salida de Los Cadillac's e inicio de Kent & Tony
A a inicios de 2011, Kent Berry James y Tony González anunciaron su separación de la agrupación Los Cadillac's, Kent aclaró que no se separaban de la agrupación por problemas con lo mismo, sino para abrir nuevos horizontes musicales y obtener un look y sonido más fresco.
En julio de 2011, lanzan "Mordisquito", su sencillo debut el cual logró posicionarse al top 10 de la lista Record Report de Venezuela, el tema, que tuvo 100 mil descargas en cuatro días por Twitter. Posteriormente lanzaron como sencillos promocionarles los temas "Perro Loco" y "Una en un Millón". Su álbum debut estaba programado para ser lanzado en segundo semestre de 2011 pero luego fue cancelado y reestructurado.

### 2013- 2014: Álbum debut
A mediado de 2013, la emisora de radio en Venezuela comienza a rotar "Otra Noche", convirtiéndose en su cuarto sencillo promocionar, la canción es de género básicamente electro mambo, entera composición propia y producido por los puertorriqueños Musicólogo & Menes “Los de la Nazza”, productores "número uno del género urbano". "Otra Noche" se convirtió en el primer sencillo en llegar a la posición número 1 en Record Report de Venezuela, y se ubicó en el puesto número 27 de los Billboard Tropical Charts en los Estados Unidos. Para marzo de 2014 lanzan "Tú Y Yo", sencillo que contó con la participación de Farruko. En julio de 2014 es lanzado HD su álbum debut. Su último sencillo "Tú Tiene' un Noseque" fue lanzado en mayo de 2014 y se ha posicionando en la posición número 10 en las listas musicales de Venezuela, convirtiendo en su cuarto top-diez en ese país. 

### 2015 - separación: Álbum debut
Participaron en el álbum ORION de Musicólogo y Menes con el tema ''Infiel'', el cual fue producido por NEO Nazza. Posterior a casi un año del sencillo ''Tú tiene un nosequé'', sacaron la remezcla junto a Gustavo Elis,Sixto Rein y el ex dúo ,Dyland & Lenny en 2015. Estos anunciaron su separación a inicios de 2016. En junio del 2016, bajo el sello Rimas Entertainment, salió el su último sencillo ''Recoge y Vete''.

## Discográfica

### Álbum de Estudio
- 2014: HD[13]

### Sencillos
| Información del Sencillo |
| --- |
| "Mordisquito" - Lanzamiento: 12 de julio de 2011 - Chart: #10 Venezuela - Video Musical: Sin video musical                                                           |
| "Perro Loco" - Lanzamiento: 21 de noviembre de 2012 - Chart: - - Video Musical: https://www.youtube.com/watch?v=6vwvQhgAAyI                                          |
| "Una en un Millón" - Lanzamiento: 12 de abril de 2012 - Chart: #10 Venezuela - Video Musical: https://www.youtube.com/watch?v=CBUa8b4uMSs                            |
| "Otra Noche" - Lanzamiento: julio de 2013 - Chart: #1 Venezuela #27 Estados Unidos (Billboard Tropical) - Video Musical: https://www.youtube.com/watch?v=RoNfdvg-DgE |
| "Tú Y Yo" ft. Farruko - Lanzamiento: marzo de 2014 - Chart positions: - - Video Musical: https://www.youtube.com/watch?v=7WezxUE-lR0                                 |
| "Alcohol Y Rumba" - Lanzamiento: 8 de julio de 2014 - Chart positions: - - Video Musical: https://www.youtube.com/watch?v=WKS-vSZ0cG4                                |
| "Tú Tiene´ Un Noseque" - Lanzamiento: 27 de mayo de 2014 - Chart positions: #10 Venezuela - Video Musical: https://www.youtube.com/watch?v=GvzXc7roF3A               |
| "No Me Llames Mas" - Lanzamiento: 23 de mayo de 2015 - Chart positions: - Video Musical: https://www.youtube.com/watch?v=TYES0S4Jrpc                                 |